# Aldana
Aldana es un municipio colombiano ubicado en el departamento de Nariño. Se sitúa a 95 kilómetros de San Juan de Pasto, la capital del departamento. Limita con los municipios de Guachucal y Pupiales al norte; Ipiales y Cuaspud al sur; con Guachucal y Cuaspud al occidente y al oriente con Pupiales. 
Fue fundada en 1728 por Narcisa Quiscualtud con el nombre de Pastás. Años más tarde fue reubicado a su actual posición por Antonio Jauca Arcila. Por ordenanza número 11 de 1911, se creó el municipio de Aldana, con cabecera municipal esta misma localidad.

## Generalidades
El municipio de Aldana se sitúa en el altiplano de Túquerres e Ipiales, situada en el nudo de Los Pastos, del departamento de Nariño, en América del Sur. Temperatura media 5.8 °C, por lo que se considera el pueblo más frío de Colombia. Dista de Pasto, la capital del departamento, 112 km. con la que está comunicada por dos carreteras: una panamericana vía Ipiales totalmente pavimentada y en perfectas condiciones. Desde aquí hasta la ciudad de Ipiales, 10 km. totalmente pavimentado e iluminada; y la otra, la antigua vía a Túquerres en buen estado. De Bogotá, la capital de la república, se encuentra a una distancia de 1018 km.; hacia el Santuario de Las Lajas, Monumento Nacional, a 14 km.; de Tumaco, segundo puerto colombiano en importancia sobre el Océano Pacífico a 243 km., por carretera de Aldana al Espino, 29 km., en pésimo estado y el resto de pavimento en perfectas condiciones; además se encuentra a 13 km del puente internacional de Rumichaca limítrofe con la hermana República de Ecuador.
Se destacan en el municipio el cerro Cusagues y el Alto de Yamquimbud. Entre los ríos más importantes que bañan el municipio se encuentran los ríos Blanco y Pusialquer.

## Economía
La economía del municipio se basa principalmente en la agricultura, con cultivos de papa, cebada, trigo y maíz. También hay actividad ganadera y elaboración de artículos en lana.

## Historia
El municipio de Aldana, antiguamente llamado Pastás, fue fundado hacia el año 1728 en el punto llamado El Campanario por Narcisa Quiscualtud la que se casó con José Pastás, quienes trasladaron el asentamiento a las haciendas de Muesas y Chaquilulo. Cuando muere José Pastás la viuda contrae matrimonio con el cacique Antonio Jauca Ailla y trasladaron la población a donde existe actualmente.
La Asamblea Departamental, siendo gobernador de Nariño Gustavo S. Guerrero Herrera, por medio de la Ordenanza n.º 11 DE 1911 (4 de abril), crea el Distrito Municipal de Aldana con capital Aldana, separándolo del antiguo Distrito de Cuaspud con capital Carlosama, con una extensión de 46 kilómetros cuadrados y el cual tiene los siguientes límites: por el norte con el municipio de Guachucal, por el sur con los municipios de Ipiales y Cuaspud (Carlosama), por el oriente con los municipios de Pupiales e Ipiales y por el occidente con los municipios de Cuaspud (Carlosama) y Guachucal. La mayor parte de su territorio es ondulado, entre los accidentes orográficos que se encuentran en su jurisdicción se destacan el cerro de Cusagüés y el alto de Yanquinbud; sus tierras se distribuyen en los pisos térmicos: frío 8 km. cuadrados y páramo 38 km. cuadrados y están regadas por los ríos Blanco y Pusialquer, además de quebradas menores como: Cantorés, Santa María, Aguacatada, Chorrillos y otras.
El 12 de mayo de 1925, fue erigida la parroquia de Aldana, desmembrándola de la de Carlosama. Su primer párroco fue el padre Eustorgio D. Morán[cita requerida].
El 31 de diciembre de 1977 tenía registrados 206 predios urbanos y 1.642 rurales, con un avalúo catastral de 4 y 34 millones de pesos respectivamente. Pertenece a la Diócesis, circuitos notarial y de registro de Ipiales, al distrito judicial de Pasto y a la circunscripción electoral de Nariño. Según el censo de 1973 la población de la cabecera municipal era de 734 habitantes que formaban 119 hogares y habitaban 106 viviendas; en el sector rural: 3.135 habitantes, 588 hogares y 588 viviendas[cita requerida]. 

## División Político-Administrativa
Su Cabecera municipal se encuentra dividido en los barrios: Centro, Paraíso, Progreso y Santander.
Aldana tiene bajo su jurisdicción los siguientes Centros poblados:
- Pambarrosa
- San Luis

### Veredas
Además, el municipio está compuesto con las siguientes veredas:
Caupuerán, Chapuesmal, Chaquilulo, Chitaira, Chorrillo, El Rosa, Guespud, La Laguna, Muesas, Santa Bárbara, y Santa María. 

## Educación
En el 2009, el Distrito Municipal de Aldana, dispone de dos establecimientos de educación media, uno en la cabecera, el Colegio Departamental Mixto “Nuestra Señora del Pilar” y el otro en la vereda de San Luis, el “Instituto Comercial San Luís”. A nivel de primaria funcionan 8 establecimientos, dos en la cabecera y el resto en el área rural. El total de estudiantes en los dos niveles superan los 1530 alumnos, orientados por aproximadamente 87 educadores, todos ellos con especializaciones en diversas áreas del conocimiento que garantizan un alto nivel de preparación de sus estudiantes[cita requerida].

## Personajes ilustres
- Eliseo Gomezjurado Benavides.

## Características
La cabecera municipal, Aldana, tiene el parque Santander, donde se encuentra el templo de Nuestra Señora del Pilar, patrona del municipio y la sede administrativa y la plaza de Nariño, donde se encuentra el polideportivo. Además todas sus calles están completamente pavimentadas, también cuenta con servicios de acueducto, alcantarillado, hospital, red telefónica, energía eléctrica, teatro, puesto de policía y para realizar actividades deportivas tiene canchas de fútbol, básquetbol, voleibol criollo y chaza. Dentro del perímetro urbano existen dos fuentes de agua de arroyos naturales, uno en la parte norte, conocida con el nombre de Tambás, utilizada por la comunidad para el lavado de ropa, y la otra en la parte sur, conocida como La Pila, de agua cristalina y “pura” tradicionalmente utilizada para consumo humano. Las dos fuentes han sido acondicionadas para estos propósitos[cita requerida].

## Cultura
El Municipio cuenta con la Banda de Músicos Nariño, que ha representado con éxito al Municipio en concursos departamentales de bandas. 
Los terremotos de 1923, destruyeron varias edificaciones, pero estos fueron reedificados por las personas afectadas. El territorio aldanense tampoco ha sido ajeno a los problemas de deforestación y calentamiento global que hoy afectan a nuestro planeta. La laguna ubicada en la vereda del mismo nombre, que fue utilizada como sitio de recreación y pesca, ha desaparecido, lo mismo que tampoco existen las numerosas ciénagas donde los artesanos cultivaban la totora (Schoenoplectus californicus) que utilizaban para la fabricación de las famosas esteras que distribuían por todo el país[cita requerida]; junto a este, también desapareció el sobrenombre de “totoreros”, como se les llamaba a los habitantes de este municipio.
Entre las actividades culturales más importantes cabe señalar las fiestas patronales de Nuestra Señora del Pilar, imagen traída de Zaragoza (España), patrona del Municipio; festividades llevadas a cabo por el gremio de Motoristas, principalmente los días 11 y 12 de octubre de cada año, con una programación muy especial, que incluye un imponente traslado motorizado, de aproximadamente 5 km, de la Virgen en una carroza desde el aeropuerto de San Luís hasta el templo principal del Municipio, que congrega no solamente a sus habitantes, sino también a personas de diferentes partes del Departamento, quienes participan tanto de los actos religiosos como de las actividades programadas para estos días.

## Demografía y economía
De acuerdo al censo 2005, en la población residen 6 085 personas.

## Símbolos
HIMNO

Coro
Bella tierra de límpido cielo
que el eterno de herencia nos diera
al calor de tu pródigo suelo
vive un pueblo creyente y leal
Estrofas
En tus colinas de verde esmeralda
y en tus trigales de rubio color,
se oye un poema que lleva por nombre
canto al trabajo, a la paz y a la unión.
Te surca un río de blanca corriente,
dos altas cimas coronan tu sien;
floridas lomas de sueve pendiente
son trono augusto del santo pilar.
Hombres ilustres pregonan tu nombre
sirviendo a Dios y a la patria doquier,
y con honrado trabajo el labriego
nos brindan fruto trabajo y placer.
En nuestro pecho llevamos ¡Oh Aldana!
tu ágil silueta cual gema oriental,
no podrá el tiempo ni la distancia,
barrar aleves tu faz maternal.